# Třebovický bludný balvan
Třebovický bludný balvan patří mezi větší bludné balvany nalezené v České republice. Nachází se v malém parku na Sládkovičově náměstí (poblíž většího Třebovického parku) v Ostravě-Třebovicích v Moravskoslezském kraji v geomorfologické oblasti Ostravská pánev. Na balvanu je umístěna pamětní deska.

## Popis a historie

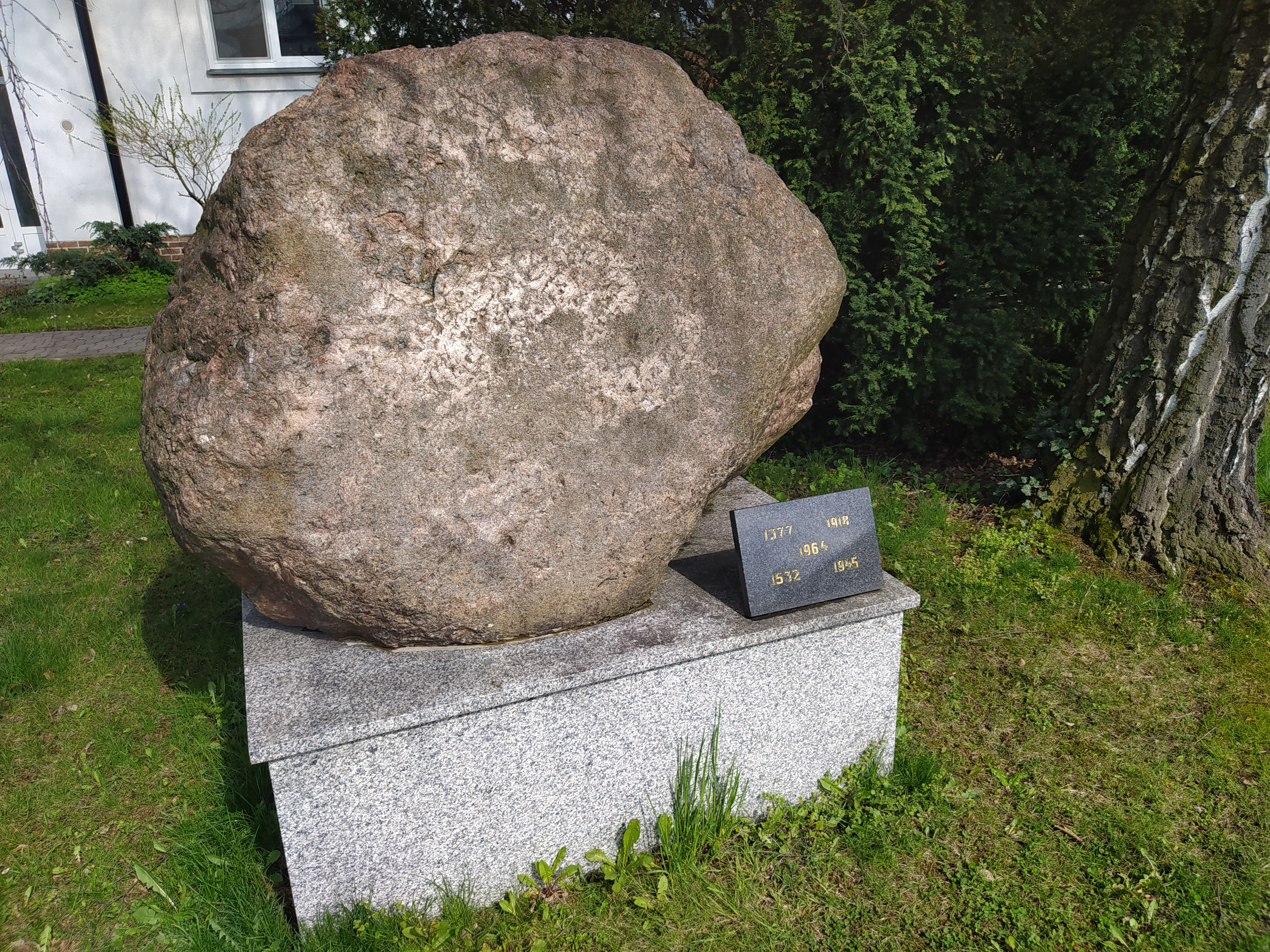
Třebovický bludný balvan

Jde o jeden z bludných balvanů dopravených do oblasti Ostravska dávným ledovcem z fennoskandinávie v době ledové. Kámen je umístěn na vyvýšeném podstavci s deskou připomínající významné letopočty historie Třebovic.

## Další informace
Hned vedle se nachází mramorová plastika Mramorová fontána od mexického umělce (David Treviño Escobedo).